# François Laborde
Pour les articles homonymes, voir Laborde.
François Laborde est un prêtre catholique français. né le 28 février 1927 à Paris et mort le 25 décembre 2020 à Kolkata (Inde).
Missionnaire de l'institut du Prado, il consacre sa vie à aider les habitants des bidonvilles de Calcutta, en Inde.

## Biographie
François Laborde naît en février 1927 à Paris. Jusqu’au baccalauréat, il est scolarisé chez les jésuites au lycée Saint-Louis-de-Gonzague. 
Après une année d'études philosophiques à la Sorbonne, il séjourne à la Grande Chartreuse durant cinq mois en 1945. Attiré par la vie érémitique il discerne sa vocation. Il choisit cependant de rejoindre l’institut du Prado afin de devenir prêtre et servir auprès des exclus et des plus pauvres. Il y découvre la figure spirituelle du père Antoine Chevrier.
Pour les études préparatoires au sacerdoce il rejoint le séminaire de Gap et est ordonné prêtre en 1951. il poursuit des études de droit canonique et de théologie à Rome, puis de philosophie à Lyon (1951-1953). Il est accompagnateur et enseigne la philosophie pendant huit ans au séminaire de Prado (1954-1963).
En janvier 1965, quatorze ans après son ordination sacerdotale, François Laborde part pour l’Inde sous le patronage de l’ONU et de l’Unesco pour y effectuer une étude sociologique sur « Les relations entre populations marginales et intégrées ». Saisi par l’immense misère de Calcutta il décide de s’installer dans un slum, un bidonville, à Pilkhana (Howrah) dans la banlieue de Calcutta .
En 1976, il ouvre un premier foyer pour enfants handicapés dans la paroisse de Nirmala Mata Maria à Howrah, où il a été nommé, avec l’aide du cardinal Lawrence Trevor Picachy, archevêque de Calcutta. Des centres pour les enfants lépreux seront ouverts ensuite dans cette ville. Il y reste pendant dix ans et côtoie Mère Teresa.  
Son association Action et Partage avec Calcutta  « Howrah South Point », a ouvert entre 1975 et 2010, quatre centres d’accueil, deux écoles primaires et secondaire, un hôpital pour enfants souffrant de malnutrition (dont certains sont séropositifs), quatre dispensaires, sept centres de soin en plein air et divers lieux d’éducation informels pour les enfants qui travaillent dans les champs de briques ou les enfants des rues. L’association emploie « quelque 320 salariés, dont 10 % ont un handicap physique et dont certains ont légalement adopté un enfant ». Elle soutient plus de 2 600 enfants handicapés ou défavorisés.
La vie et l’action humanitaire du père François Laborde ont inspiré, en 1985, le livre de Dominique Lapierre, La Cité de la joie. Le père Laborde a toujours refusé cependant à se laisser identifier au père Lambert du roman.
François Laborde meurt le 25 décembre 2020 à Kolkata, à 93 ans. Ses funérailles, présidées par Mgr Thomas D'Souza, archevêque de Calcutta, ont eu lieu en l'église Saint-Jean, de Sealdah (Kolkata), le 28 décembre.

## Anecdote
En 1971, à l’occasion d’un voyage en Inde, François Mitterrand rencontre le Père Laborde et raconte son expérience dans une lettre à Anne Pingeot :

« Le Père Laborde a peut être 45 ans, est maigre, à forte mâchoire, des cheveux gris bien peignés, un rire frais, presque enfantin, des lunettes de fer. Il ne se déplace qu’à bicyclette, ou en train. Il sait tout faire, et n’est qu’humilité. J’irai demain m’installer avec lui dans son cagibi du slum, et je suis déjà embauché pour aider un jeune médecin libanais qui soigne comme il peut. (…) Pas d’air, pas d’arbres, des milliers de gens dans la rue. (…)  Je me force terriblement, je n’ai pas la vocation du malheur. »

— Extrait d’une lettre de François Mitterrand à Anne Pingeot, 1971.

## Distinctions
- Officier de la Légion d'honneur (2017 ; chevalier en 1989, décoré par François Mitterrand) en reconnaissance de l’œuvre importante qu’il a fondée pour les enfants handicapés : « Howrah South Point » (HSP)[1].

## Publications
- Ainsi priait Jésus, préface de Olivier de Berranger, Éditions de l'Emmanuel, 2011.
- J'ai rencontré Jésus dans les slums, préface de Olivier de Berranger, Éditions de l'Emmanuel, 2016.

### Documentaires
- Un cœur qui écoute, François Laborde, Hubert de Torcy, KTO, 17 octobre 2011, 27 min.
- Père François Laborde : une vie au cœur des bidonvilles indiens, deux films de Virginie Berda, Bo Travail !, KTO, 2017, 87 min.